# 2126 Gerasimovich
2126 Gerasimovich è un asteroide della fascia principale. Scoperto nel 1970, presenta un'orbita caratterizzata da un semiasse maggiore pari a 2,3895382 UA e da un'eccentricità di 0,1198669, inclinata di 8,48805° rispetto all'eclittica.